# Philosepedon tridactila
Philosepedon tridactila är en tvåvingeart som först beskrevs av Kincaid 1899.  Philosepedon tridactila ingår i släktet Philosepedon och familjen fjärilsmyggor.
Artens utbredningsområde är Washington. Inga underarter finns listade i Catalogue of Life.